# Roxas (Mindoro Oriental)
Roxas es un municipio filipino de segunda categoría perteneciente a la provincia isleña de Mindoro Oriental en Tagalas Sudoccidentales. Con una extensión superficial de 85,26  km²,  tiene una población de 49.854 personas que habitan en 10.534 hogares.	Su alcalde es Jackson Cinco Dy. Para las elecciones a la Cámara de Representantes está encuadrado en el Segundo Distrito Electoral de esta provincia.

## Geografía
El municipio de Roxas  se encuentra situado en  la parte oriental de la isla de Mindoro, 143) kilómetros al sur de la ciudad de Calapán. Su término linda al norte  con el municipio de Bongabong;   al sur y al oeste  con el municipio de Mansalay;  y al este   con el mar de Sibuyán, frente a la isla de  Romblón, separada por el estrecho de Tablas.

### Comunicaciones
Atraviesa este municipio la Strong Republic Nautical Highway (SRNH), una red integrada de carretera y rutas de ferry que forma la columna vertebral de un sistema de transporte de vehículos en todo el archipiélago. Al  puerto de Calapán arriba el ferry procedente de la ciudad de Batangas. Los vehículos recorren la provincia en dirección sur (Victoria, Lago Nauján, Socorro, Pinamalayán, Gloria y Bongabong) hasta alcanzar el puerto de Bagumbayán junto a Paclasan, de donde parte un ferry hasta la isla de Romblón, alcanzando el puerto de Malay en la provincia de Aklan,  isla de Panay, donde continúa esta carretera nacional.

## Barrios
El municipio  de Roxas se divide, a los efectos administrativos, en 20 barangayes o barrios, conforme a la siguiente relación:
| - Bagumbayán (Población) - Cantil - Dangay - Happy Valley | - Libertad - Libtong - Mabuhay - Maraska | - Odiong - Paclasan (Población) - San Aquilino - San Isidro | - San José - San Mariano - San Miguel - San Rafael | - San Vicente - Uyao - Victoria - Tanauán Chico. |

Loa barrios de  Bagumbayán, Cantil, Odiong y Paclasan están considerados como urbanos, el resto son rurales.

## Historia
Paclasan fue  un pequeño asentamiento a orillas del río Tikling donde se establecieron los primeros colonos e inmigrantes procedentes de Panay y Batangas. "Palasan" que significa palma de ratán (del malayo rotan), especie  que solían crecer en abundancia a lo largo de las orillas del río. "Palasan" más tarde se convirtió Paclasan que con el tiempo se convirtió en sede del municipio de  Roxas.
El municipio de Bulalacao comprendía el barrio de Mansalay,  antes conocido como Papasanel. El  15 de noviembre de 1948, por iniciativa de  Andrés Estrella Torrefiel , fue creado este municipio que debe su nombre al Presidente Manuel A. Roxas. Fue el primer municipio en ser nombrado como tal. Por Orden Ejecutiva de 15 de noviembre de 1948 fue creado este municipio de   Roxas.

## Patrimonio
Iglesia parroquial católica bajo la advocación del  Santo Niño, consagrada en 1947. Forma parte del Vicariato de Pax Christi en  la Vicaría Apostólica de Calapán sufragánea  de la Arquidiócesis de Lipá.
Misiones entre los mangyan: Tribu Buhid/Bangon en el barrio de  San Mariano.